# アゼアス
アゼアス株式会社は、東京都台東区に本社を置く防護服・環境資機材、たたみ資材・アパレル資材の販売を行う会社。米国デュポン社製の防護服販売が主力。
繊維と畳資材を扱う株式会社千代田屋と、裏地などの資材を扱うニチウラ株式会社が合併し、設立された。
また、経済産業省によって2020年度から2024年度の4回、健康経営優良法人に認定されている。

## 沿革
- 1998年9月 - 株式会社千代田屋、ニチウラ株式会社が対等合併し、ニチウラ千代田屋株式会社を設立[4]
- 1999年10月 - 鈴木興産株式会社を合併[4]。
- 2004年5月 - アゼアス株式会社に商号変更[4]。
- 2010年4月 - 大阪証券取引所JASDAQ市場へ上場[4]。
- 2012年6月 - 東京証券取引所市場第二部へ上場[4]。
- 2012年8月27日 - 大阪証券取引所JASDAQを上場廃止[4]。